# Physcomitrium mirabile
Physcomitrium mirabile är en bladmossart som beskrevs av Richard Henry Zander 1993. Physcomitrium mirabile ingår i släktet huvmossor, och familjen Funariaceae. Inga underarter finns listade i Catalogue of Life.